# Argyrotaenia mariana
Argyrotaenia mariana es una especie de polilla del género Argyrotaenia, tribu Argyrotaenia, familia Tortricidae. Fue descrita científicamente por Fernald en 1882.
La envergadura es de unos 20 milímetros. Se distribuye por América del Norte: Estados Unidos.